# کنشگری اجرایی
کنشگری اجرایی (به انگلیسی: Performative activism) کنشگری‌ای است که برای افزایش سرمایهٔ اجتماعی فردی انجام می‌شود، نه به دلیل فداکاری فردی نسبت به یک هدف. این شکل از کنشگری، بیشتر بر روی نتیجه‌های متمرکز بر حرکاتی نمادین که با جنبش‌های اجتماعی یا سیاسی روبه‌رو، هم‌سو می‌شوند، بدون تلاش مستمر یا تأثیر معنادار، تأکید دارد.